# العلوة (أغنية)
العلوة هي أغنية شعبية عروبية مغربية تراثية من صنف فن العيطة لمنطقة الشاوية، كلماتها زجلية، وتُعد من أشهر الأغاني المغربية الشعبية الوطنية التي ينشدها الفنانون المغاربة. وهي تتغنى بالأولياء الصالحين في مدينة بن أحمد الملقبة بالعلوة.

## الدلالات
وتعني كلمة العلوة في الاصطلاح المحلي الهضبة المرتفعة، ويرمز إلى الأم الحانية ومسقط الرأس والهوية وهو مصطلح بتعلق هنا بالأرض ومستقر الأجداد.
فالعلوة عنوانها الأرض والاستقرار والروح والشوق وفيها حركة دائمة فهي تدل على الحياة والتعلق بالهوية وأمومة الأرض، بصيغة عيطاوية متميزة.
كلمات الأغنية مليئة بالإيحاءات الشعبية، ومن مقاطعها:
- يامن غادي العلوة.. تعالى نوصيك بعدا
- إلا وصلتي سلّم.. العلوة لا تكلم
- العلوة زينت البلدان.. خرجو منها قومان
- محمد مرضي والديه.. حفضو ربي لاتحفيه
- العلوة ومواليها، والصلاح اللي فيها
- العار امول التوتة.. لمواسم فيك منعوتة
- لالحقتي الباب توضى وتأدب..
- لبهالة بحر كبير.. لبهالة مَجمَع الخير

تنتقل القصيدة الزجلية إلى التغني بالأخلاق والمكارم والفروسية من قبيل «هز عينك وشوف، العلوة كاع سيوف». ثم تنتقل القصيدة إلى تصوير «العلوة» بالمرأة العفيفة والجميلة، فيلحقه تصوير حدث «وحدة العلوة» في غياب الحماة الذين يذوذون عن حرمتها، فتبقى الأخيرة وحيدة أمام المجهول تحدق بها الأخطار الشريرة، فتقول القصيدة: «العلوة وافين ماليك، العلوة شكون بقا حاضيك، العزري عينو عليك».
ولكن سرعان ما يتضح من تراتيل الزجلية أن هذه الشرور المحدقة سرعان ما تنجلي عندما يظهر أنها ليست إلا عيون الجد «بويا حجاج» المستقيمة والطاهرة العفيفة، كما في المقطع الموالي: «آلعزري ما يدوز ولادو، بويا حجاج زين السميّة.. بويا حجاج.. السفينة ما تعواج».
لتجلّى زجلية «العلوة» على أنها ثنائية الأم والأرض منبع الحياة والخير وأصل الوجود، فتترابط مع صفاء أهل العلوة عندما يتحدث عن «بويا حجاج» أحد رموز ورجالات المتصوفين لدى العلوة، وربط القصيدة لهذا الصفاء بالمنطقة وحب الأرض والأمومة.